# Kane Kosugi
 (novembre 2014).
Si vous disposez d'ouvrages ou d'articles de référence ou si vous connaissez des sites web de qualité traitant du thème abordé ici, merci de compléter l'article en donnant les références utiles à sa vérifiabilité et en les liant à la section « Notes et références ».
Kane Kosugi, de son nom complet Kane Takeshi Kosugi (ケイン・タケシ・コスギ Kein Takeshi Kosugi) est un acteur américain affilié à Destiny Production, né le 11 octobre 1974 à Los Angeles aux États-Unis d'Amérique.
Il devient populaire grâce à ses capacités de transmission des émotions, mais également grâce à ses aptitudes physiques, parfois qualifiées de surhumaines. Dès 2005, il devient un acteur proéminent d'Hollywood.

## Biographie
Kane est né le 11 octobre 1974 à Los Angeles, en tant que premier fils de Sho Kosugi, un acteur japonais s'étant fait un nom à Hollywood, et d'une mère chinoise, Shook. Il aura ensuite un frère, Shane, et une sœur, Shaw.
Dès l'âge d'un an et demi, son père l'initie aux arts martiaux. Il maîtrise rapidement diverses disciplines sportives et martiales, comme le judo, le kendo, le kobudo, les arts martiaux chinois, le taekwondo, la gymnastique, le parachutisme, la plongée sous-marine, la natation, le golf, l'équitation, le football américain et le basketball.
À seulement huit ans, il commence sa carrière au cinéma avec Shane dans le film Ultime Violence : Ninja 2, dans lequel il effectue certaines cascades. Il passe ensuite ses années lycée à Maranatha High, où il rêve de devenir acteur professionnel. Pour cela, son père lui conseille d'aller s'entraîner au Japon. À 18 ans, il part ainsi avec sa sœur Shaw, pour tourner dans le Taiga drama Ryukyu no Kaze de 1993. Après la fin du tournage, il reste au Japon seul à s'entraîner, et travaille à temps partiel dans une laverie.
Il remporte ensuite les auditions pour le rôle principal d'Ultraman Powered, l'une des deux séries de la franchise Ultraman non produites au Japon. Il enchaîne ensuite sur le rôle de Jiraya / NinjaBlack dans la série Ninja Sentai Kakuranger, le personnage s'agissant justement d'un américain d'origine japonaise rejoignant l'équipe en cours de route.

## Filmographie
- 1983 : Ultime Violence : Ninja 2
- 1993 : Ultraman Powered - Ken'ichi Kai / Ultraman Powered
- 1994 : Ninja Sentai Kakuranger - Jiraya / NinjaBlack
  - 1994 : Ninja Sentai Kakuranger (film) - Jiraya / NinjaBlack
- 1997 : Cat's Eye
- 2002 : Blood Heat
- 2004 : Godzilla: Final Wars : Katsunori Kazama
- 2007 : DOA: Dead or Alive de Corey Yuen
- 2007 : Rogue : L'Ultime Affrontement
- 2013 : Ninja 2 : Shadow of a Tear
- 2015 : Tekken 2 : Kazuya's Revenge : Kazuya Mishima
- 2016 : Terra Formars
- 2022 : Kamen Rider Revice Le Film : Battle Familia - Azuma / Kamen Rider Daimon
  - 2022 : Birth of Chimera - Azuma / Kamen Rider Daimon